# Унија удружења послодаваца Републике Српске
Унија удружења послодаваца Републике Српске је организација која заступа интересе послодаваца у Републици Српској.

## Организација
Унија је основана 2. априла 2004. године у Бањој Луци на основу одлуке 13 гранских удружења послодаваца. Као репрезентативно већинско удружење послодаваца учествује у трипартитном дијалогу између Владе Републике Српске, послодаваца и синдиката у оквиру Економско-социјалног савјета Републике Српске.
У саставу Уније удружења послодаваца Републике Српске налази се 13 гранских удружења:
- Удружење послодаваца електро, хемијске, гумарске и индустрије за производњу и прераду неметала Републике Српске;
- Удружење послодаваца енергетике Републике Српске;
- Удружење послодаваца грађевинарства и индустрије грађевинског материјала Републике Српске;
- Удружење послодаваца графичке и информативне дјелатности, кинематографије, производње целулозе, папира и производа од папира Републике Српске;
- Удружење послодаваца комуналних и услужних дјелатности Републике Српске;
- Удружење послодаваца металске индустрије и рударства Републике Српске;
- Удружење послодаваца прераде дрвета Републике Српске;
- Удружење послодаваца трговине, туризма и угоститељства Републике Српске;
- Удружење послодаваца пољопривреде и прехрамбене индустрије Републике Српске;
- Удружење послодаваца саобраћаја и веза Републике Српске;
- Удружење послодаваца шумарства Републике Српске;
- Удружење послодаваца текстилне и кожарско-прерађивачке индустрије Републике Српске;
- Удружење послодаваца банкарско-финансијских и осигуравајућих организација Републике Српске.